# Fritz Bronsart von Schellendorff
Fritz Bronsart von Schellendorff (* 12. November 1868; † 24. Dezember 1918) war ein preußischer Leutnant, Tierzüchter sowie Autor.

## Leben

### Militärlaufbahn
Fritz Bronsart von Schellendorff reiste 1889 als Lieutenant der Schutztruppe unter Hermann von Wissmann in die neu gegründete Kolonie Deutsch-Ostafrika. 1890 nahm er an der Niederschlagung des Aufstands der ostafrikanischen Küstenbevölkerung teil.
Kurz bevor Bronsart von Schellendorff 1891 die Schutztruppe verließ, war er in den Skandal um den damaligen Reichskommissar Carl Peters verwickelt, als dieser seinen Hausdiener und seine Geliebte aufgrund ihres Verhältnisses hängen ließ. 1895 sagte er im Disziplinarverfahren des Auswärtigen Amts gegen Peters als Schlüsselzeuge aus.

### Tierzucht
Bronsart erwähnte 1894 erstmals den Plan, eine Straußen- und Zebrazuchtfarm in Deutsch-Ostafrika zu gründen. Nach Treffen und Korrespondenzen mit diversen europäischen Wildtierhändlern und Zebrazüchtern gründeten Bronsart von Schellendorff und seine Unterstützer 1895 die Kilimanjaro-Straussenzucht-Gesellschaft (KSZG) mit den Zielen der Straußenzucht, der Zebrazucht, der Kreuzung von Pferden und Zebras (Zebroid) sowie dem Fang und Verkauf seltener Tiere.
Im Auftrag des Aufsichtsrats der KSZG reiste Bronsart 1896 nach Deutsch-Ostafrika und pachtete Ländereien in der Steppe von Mbuguni südlich des Kilimandscharo, wo er mithilfe einheimischer Arbeiter eine Zuchtfarm errichtete. Ebenso nutzte er die Jagdexpertise dieser Arbeitskräfte, um unter Aufbringung großer Jägerzahlen ganze Zebra-Herden in Großgehege (Kraals) zu treiben. 1897 gelang der erste solche Fang von 30 Zebras, es folgten weitere im Umfang von 100 und mehr Tieren. Sein Fokus richtete sich entgegen der Direktiven der KSZG immer stärker auf die Zebrazucht; gleichzeitig gelang es Bronsart von Schellendorff nicht, die gefangenen Zebras am Leben zu halten, und die Ausgaben wuchsen ihm über den Kopf. Von den für fünf Jahre ausgelegten 160.000 Mark gab er im ersten Jahr bereits 130.000 aus. Unter Druck vom Aufsichtsrat der KSZG reiste Bronsart Ende 1897 zurück nach Deutschland, um neue Investoren anzuwerben, und kehrte erst 1901 zurück nach Mbuguni.
1902 inserierte Bronsart von Schellendorff 30 gezähmte Zebras zum Verkauf in der Deutsch-Ostafrikanischen Zeitung. Die KSZG, inzwischen umbenannt in die „Kilimandjaro Handels- und Landwirtschaftsgesellschaft“ (KHLG), zeigte sich pessimistisch und beschloss, die Zebras dem Tierhändler Carl Hagenbeck in Hamburg für 2000 Mark pro Tier zu veräußern. Kurz darauf weigerte der neuernannte Gouverneur von Götzen sich, Bronsart eine endgültige Kaufurkunde für die Mbuguni-Ländereien auszustellen, sofern er nicht den Nachweis eines Gesellschaftskapitals von 350.000 Mark beibringe.
In derart auswegloser Lage wandte sich Bronsart von Schellendorff 1902 per Brief direkt an den Deutschen Kaiser Wilhelm II. Durch Vortäuschung starken britischen Interesses an der Zebrazucht ersuchte er ihn, die KHLG in ihrer Züchtung zu unterstützen, um den Briten zuvorzukommen. Obwohl Gouverneur von Götzen versuchte, in einem eigenen Brief an das Auswärtige Amt das geringe Interesse der britischen Regierung sowie Bronsarts Übertreibungen klarzustellen, wies der Kaiser die Regierung in Daressalam an, acht Zebras von der KHLG zu kaufen, um deren Tauglichkeit zu prüfen.
Bronsart profitierte nicht mehr von dem Erfolg seines letzten Gesuchs. Von Götzen zögerte den Kauf bis Mitte 1903 hinaus; zu diesem Zeitpunkt war Fritz Bronsart von Schellendorff bereits von der KHLG entlassen worden. Berichten zufolge gelang der Schutztruppe das Zähmen der Zebras besser als Bronsart: Nach nur sechs Wochen soll eine Stute bereits beritten über Hindernisse gesprungen sein, und nach dem Kauf von zehn weiteren Stuten kam es 1905 zur Geburt einiger Zebroide.
Fritz Bronsart von Schellendorff verließ 1903 Deutsch-Ostafrika, um kurz darauf der neue Vorsteher einer Zebra-Farm am Fluss Athi im Süden Nairobis (später „Löwenhöhe“) zu werden. Nach Versuchen, die Löwenhöhe zu einer Touristenattraktion umzufunktionieren, zog er nach Deutschland zurück, wo er bis zu seinem Tod 1918 zahlreiche Bücher über die afrikanische Tierwelt veröffentlichte.

## Publikationen
- Afrikanische Tierwelt I: Novellen und Erzählungen. inktank, ISBN 978-3-7477-4427-7.
- Afrikanische Tierwelt II: Novellen und Erzählungen. Haberland, Leipzig, 1919.
- Afrikanische Tierwelt III: Löwen. Haberland, Leipzig, 1920.
- Afrikanische Tierwelt IV. Haberland, Leipzig, 1920.
- Afrikanische Tierwelt V: Löwen II. inktank, ISBN 978-3-7477-4425-3
- Afrikanische Tierwelt VI. inktank, ISBN 978-3-7477-4426-0.
- Sechs Monate beim japanischen Feldheer. Weitsuechtig, ISBN 978-3-95656-020-0.
- Thierbeobachtungen und Jagdgeschichten aus Ostafrika. Hrsg.: Gustav Meinecke. Classic-Library, ISBN  978-3-96167-331-5.